# جذب (شیمی)

طرحی از یک برج جذب. 1a): CO_{2} ورودی; 1b): H_{2}O ورودی; 2): خروجی; 3): بدنه برج جذب; 4): پرکن ها.

جذب(به انگلیسی: Absorption) فرایندی فیزیکی یا شیمیایی است که طی آن اتم ها،مولکول ها یا یون ها در توده ماده اعم از گاز، مایع یا جامد جذب می‌شود.بر خلاف جذب سطحی که در آن مواد جذب شده در سطح قرار دارند،در این فرایند مواد به داخل توده ماده جاذب کشیده می‌شود.